# A Bleach epizódjainak listája (16. évad)
Az Elveszett helyettes halálisten-fejezet (死神代行消失篇; Sinigami Daikó Sósicu hen; Hepburn: Shinigami Daikō Shōshitsu hen) a Kubo Tite Bleach című mangája alapján készült animesorozat tizenhatodik nagyobb története, nyugati megnevezése szerint annak tizenhatodik évada, melynek sugárzását 2011. október 11-én kezdte meg a japán TV Tokyo. A sorozat a TV Tokyo, a Dentsu és a Studio Pierrot együttműködésében és Abe Norijuki rendezői közreműködésével született meg. Az évad cselekménye a korábbi epizódokkal szemben ismét Kubo mangáját követi.
A Bleach tizenhatodik évadát 2011. október 11-én kezdte el sugározni a japán TV Tokyo. Az évadban eddig két témazene szólalt meg. Az első főcímdal a Scandal nevű együttes Harukaze című zeneszáma, míg első vége-főcímdala Aimer Re:pray című dala.

## Az epizódok listája
| # | Epizód címe                                                                                | Első japán sugárzás | Első magyar (Disney+) sugárzás |
| --- | ------------------------------------------------------------------------------------------ | ------------------- | ------------------------------ |
| 343 | Kókó 3 Nenszei! Joszoi Arata ni Sinsó Kaisi! (高校３年生！装い新たに新章開始！)            | 2011. október 11.   | 2023. február 1.               |
| Tizenhét hónappal Aizen Szószuke bukása után Kuroszaki Icsigo egy harmadéves középiskolás tanuló békés diákéveit tölti. Icsigo az iskolából hazafelé tartva elbán egy tolvajjal és visszaadja az ellopott táskát annak tulajdonosának. Másnap a tolvaj és a bandája Icsigót keresvén az iskolába tart, viszont Isida Urjúval kell szembenézniük. Máshol az ellopott táska tulajdonosa eláruja a barátainak, hogy megtalálta Icsigót. |                                                                                            |                     |                                |
| 344 | Gakkó Kan Kószó!? Icsigo to Urjú, Kjótou! (学校間抗争！？一護と雨竜、共闘！)               | 2011. október 18.   | 2023. február 1.               |
| Icsigo és Urjú könnyedén leveri a bandát, majd Icsigót „elrabolja” a főnöke és munkára kényszeríti. Az ügyfelük, az ellopott táska tulajdonosa nyomozást kérvényez Kuroszaki Issin, Icsigo apja után. Icsigo ugyan visszautasítja az ajánlatot, azonban nyugtalanná teszik, amikor a tulajdonos elmeséli, hogy Icsigo húga, Karin meglátogatta Urahara Kiszukét. A tulajdonos Gindzsó Kugóként mutatkozik be, ad Icsigónak egy Xcution névjegykártyát és figyelmezteti, hogy gyorsan cselekedjen, ha nem akarja, hogy a családja megsérüljön. Urjú egy titokzatos férfi nyomába ered, melynek következtében súlyosan megsérül.                                                              |                                                                                            |                     |                                |
| 345 | Oszova reta Urjú, nakama-tacsi ni szemaru kjói! (襲われた雨竜、仲間達に迫る脅威！)         | 2011. október 25.   | 2023. február 1.               |
| Icsigo éjszakai sétája alatt elhatározza, hogy elfelejti a múltját és a folyóba dobja a helyettes halálisten jelvényét. Később megtudja Inoue Orihimétől, hogy Urjú kórházba került. A kórházban Isida Rjúken hazaküldi Icsigót, majd figyelmezteti Orihimét, hogy Urjú támadója egy hatalmas erőkkel rendelkező ember. A következő nap Icsigo barátaira, Aszano Keigóra és Kodzsima Mizuiróra rátámad az Icsigo által már egyszer elintézett tolvaj. Icsigo megmenti őket, majd találkozik Isida támadójával, aki elmenekül, amint Rjúken megjelenik. Icsigo ráeszmél, hogy a gyengesége miatt nem osztottak meg vele információkat, majd elhatározza, hogy kapcsolatba lép az Xcutionnel. |                                                                                            |                     |                                |
| 346 | Furuburingu no nórjokusa - Gindzsó Kúgo (完現術の能力者・銀城空吾)                         | 2011. november 1.   | 2023. február 1.               |
| Miután kapcsolatba lépett Gindzsóval Icsigót az Xcution főhadiszállására vezetik, ahol elmesélik neki, hogy annak tagjai a Fullbring képességével rendelkeznek: képesek manipulálni élettelen tárgyak lelkét. Az erőiket kiváltó ok az olyan lidércek hátramaradt lélekenergiája, melyek a terhes édesanyjukra támadtak. Icsigót sokkolja Szado Jaszutora látványa a bázison, mivel eltűntnek hitték. Gindzsó felfedi az Xcution tervét: visszaállítják Icsigo halálisten erőit, hogy így megszabadulhassanak a Fullbring adottságaiktól. Icsigo visszautasítja az ajánlatot, hozzáfűzve, hogy csak a barátai által eltitkolt információkra akar fényt deríteni.                            |                                                                                            |                     |                                |
| 347 | Kuroszaki-ka ni sinobijoru kiki!? Icsigo no majoi! (黒崎家に忍び寄る危機!?一護の迷い!)     | 2011. november 8.   | 2023. február 1.               |
| Isida támadója leszúr kifejletlen lidércet és a közreműködését kéri. Icsigo hazatér és folytatja az életét. Csad megpróbálja meggyőzni Icsigót, hogy fogadja el az Xcution ajánlatát, ha saját erjéből akarja megvédeni szeretteit. Miközben a városban sétál Icsigo megpillantja Isida támadóját, majd elkezdi üldözni, de csak húgába, Kuroszaki Juzuba botlik. A lidérc rátámad Icsogóékra, Gindzsó elintézi, megmentve ezzel mindkettejük életét. A támadás eredményeként Icsigo visszatér az Xcution főhadiszállására és elfogadja az ajánlatukat, Gindzsó visszaadja Icsigo helyettes halálisten jelvényét.                                                                           |                                                                                            |                     |                                |
| 348 | Daikósó no csikara, Icsigo no „hokori” (代行証の力、一護の“誇り”！)                        | 2011. november 15.  | 2023. február 1.               |
| Másnap Icsigót elhívják az Xcution főhadiszállására, hogy megmutassák neki, hogyan használhatja a Fullbring képességeit. Icsigót összezsugorítja és egy babaházba teszi az Xcution egyik tagja, Dokugamine Riruka, ahol le kell győznie egy agresszív plüssállatot. Csad tanácsát megfogadva Icsigo a halálisten jelvényét használja a Fullbringjének előhívásához. |                                                                                            |                     |                                |
| 349 | Cugi no hjóteki, Orihime o nerau ma no te! (次の標的、織姫を狙う魔の手！)                  | 2011. november 22.  | 2023. február 1.               |
| Icsigo legyőzi a plüssállatot a Fullbringjével, majd kiengedik a babaházból. Eközben Orihimét megpróbálja megölni Sisigavara Moe, azonban a felettese, Isida támadója, Cukisima Súkuró megállítja. Cukisima meg akarja büntetni Sisigavarát, de Orihime közbelép. |                                                                                            |                     |                                |
| 350 | Sinigami daikó o korosita otoko!? Ugokidaszu Cukisima (死神代行を殺した男！？動き出す月島) | 2011. november 29.  | 2023. február 1.               |
| Cuskisima látszólag felnyársalja Orihime mellkasát, majd magára hagyja. Ugyan Orihimén egy karcolás sem esett, azonban olyan elképzelései támadnak, hogy Cuskisima a barátja. Mivel nem akarja Icsigót felzaklatni, ezért csak Csadnak meséli el a történteket. Mivel Icsigo tudja, hogy Orihime fontos információkat rejteget előle, ezért visszatér az Xcution főhadiszállására és folytatja a kiképzését, hogy segíthessen a barátain. |                                                                                            |                     |                                |
| 351 | Furuburingu, imikiravareta csikara! (フルブリング、忌み嫌われた力！)                       | 2011. december 6.   | 2023. február 1.               |
| Icsigo tovább folytatja a Fullbring kiképzését, de meg akar küzdeni az Xcution egyik tagjával. Kúgo Jackie Tristant javasolja ellenfelének, viszont visszautasítja. Eközben Cukisima elküldi Sisigavarát Csad megfigyelésére, Csad ugyan érzékeli a jelenlétet, viszont nem bonyolódnak harcba. Később, miután Icsigó átment a következő próbáján Jackie mégis úgy dönt, hogy megküzd vele Riruka akváriumában. Bemutatkozik, előhívja a Fullbringjét, a Dirty Boots-t, majd rátámad a meglepett Icsigóra. |                                                                                            |                     |                                |
| 352 | Cukisima, kjósú! Bógai szareta sugjó (月島、強襲！妨害された修行)                          | 2011. december 13.  | 2023. február 1.               |
| Icsigo Jackie Tristannal folytatja a kiképzését. Ugyan kezdetben Jackie felülkerekedik rajta a tapasztalata miatt, azonban Icsigo előhívja a Bringer Light elnevezésű Fullbringjét így az ő oldalára dönti az esélyeket. A harc hevében Icsigo elveszíti az ereje feletti uralmat, de nem akarja abbahagyni a csatát Jackie ellenkezésére sem. Cukisima rátámad az Xcutionre abban reménykedve, hogy megölheti Icsigót, de az képességeit használva kitör az akváriumból, ezzel új szintre emelve a Fullbringjét. |                                                                                            |                     |                                |
| 353 | Icsigo, Furuburingu dzsucu o cukai konasze! (護、完現術を使いこなせ！)                     | 2011. december 20.  | 2023. február 1.               |
| Cukisima megpróbálja megölni Kuroszaki Icsigót, ahogy a harc tovább folytatódik ellene és az Xcution ellen. |                                                                                            |                     |                                |
| 354 | Icsigo vs Gindzsó, gému no kúkan e (護vs銀城、ゲームの空間へ)                              | 2011. december 27.  | 2023. február 1.               |
| Icsigo miközben megpróbálja tökéletesíteni a Fullbringjét egy Jukio által megalkotott világba csöppen, ahol Gindzsó Kúgo, az Xcution önjelölt vezérével kell szembenéznie. |                                                                                            |                     |                                |